# Pantterit
Pantterit es un club de baloncesto de Helsinki, Finlandia. El club fue creado en 1938 y ha ganado el título del campeonato masculino finlandés 14 veces con lo que es el equipo más exitoso en la historia del baloncesto finlandés. Pantterit tiene además 5 títulos del campeonato femenino finlandés.

## Historia
El club se formó en 1938 y se llamó originalmente Kiri-Veikot. Pantterit jugó en la primera temporada del campeonato finlandés de baloncesto en 1939. El club tuvo su primer título de campeón en 1944 y se convirtió en el club a vencer en las dos décadas siguientes. Pantterit se convirtió en el primer equipo finlandés en participar en las competiciones internacionales de baloncesto, cuando jugaron contra el polaco Legia Varsovia en la temporada 1958 de la Copa de Campeones. Pantterit venció Legia en el partido de ida (64-62), pero perdió el partido de vuelta (67-71) y fue eliminado por el marcador global. En la temporada 1959-60 Pantterit venció al HSG Wissenschaft HU que fue su primer oponente de la Alemania Oriental, pero fueron eliminados en la siguiente ronda por el KS Polonia.
Pantterit encontró su éxito de nuevo a principios de 1980, ya que primero ganó el campeonato en 1980 y se llevaron la copa el año siguiente. Las victorias hicieron al Pantterit elegible para competiciones internacionales y que participaron en la Copa de Campeones en la temporada 1982-83. Fueron eliminados en la primera ronda al perder contra el Solna IK.
Pantterit ganó su próximo título en 1991 cuando se llevaron la Copa Finlandesa, una competición nacional anual. Participaron en la Copa de Europa en la temporada 1992-93, superando a Tinex Norik Medvode de Eslovenia en la primera ronda. El Pully Basket les eliminó en la segunda ronda. Pantterit también ganó la Copa Finlandesa en 1995, pero no participó en las competiciones internacionales.
Pantterit luchó por su lugar en la primera división de baloncesto pero fueron relegados a la División I en la temporada 2000-01. Después de seis temporadas, Pantterit fueron de nuevo relegados a la categoría inferior en la temporada 2007-08.
En la temporada 2014-15, el equipo masculino están jugando en la División III, el cuarto nivel más alto del baloncesto finlandés.

## Palmarés

### Masculino
- Korisliiga:[5]
  - Ganadores (14): 1944, 1945, 1948, 1949, 1950, 1951, 1952, 1953, 1954, 1955, 1956, 1957, 1959, 1980
- Copa Finlandesa:
  - Campeones (3): 1981, 1991, 1995
  - Subcampeones (2): 1983, 1984

### Femenino
- Naisten Korisliiga:
  - Campeonas (5): 2000, 2001, 2002, 2004, 2006